# Salvador Bécquer Puig
Salvador Bécquer Puig (Montevideo, 9 de gener de 1939 - ibídem, 3 de març de 2009) fou un poeta i periodista uruguaià.

## Biografia
Entre 1967 i 1968 treballà com a crític literari del diari Marcha. També va oficiar de corresponsal de les agències de notícies Reuters entre 1976 i 1982 i ANSA entre 1982 fins al 2004. Entre 1974 i 1985 integrà l'equip de CX 30 La Radio, va ser la seva veu institucional, va conduir programes periodístics, i va animar a un equip de professionals que van resistir contra el cop d'Estat de 1973 des del seu treball diari.
El 1987 participà del Congrés d'Escriptors Iberoamericans realitzat a Israel.
Com a poeta va rebre diferents premis, entre els quals destaquen el "Premi Bartolomé Hidalgo" el 1993, pel seu llibre Si tuviera que apostar, i el "Premio Juan José Morosoli" el 2000, per la seva obra literària. El 2001 va rebre el seu primer premi de poesia en la categoria "inèdits", atorgat pel Ministeri d'Educació i Cultura de l'Uruguai pel seu llibre Falso testimonio.
Alguns dels seus poemes han estat inclosos en antologies publicades en països com Espanya, França, Brasil i el Canadà.
Va ser amic del cantautor Alfredo Zitarrosa, amb qui va compartir els estudis de CX 14 El Espectador durant la segona meitat dels anys 1960, tots dos locutors i informativistes.

## Obra
- La luz entre nosotros (Alfa. 1963)
- Apalabrar (Arca. 1980)
- Lugar a dudas (Arca. 1984)
- Si tuviera que apostar (1992)
- Por así decirlo (Cal y canto. 2000)
- En un lugar o en otro (Cal y canto. 2003)
- Escritorio (2006)